# Böotien (Regionalbezirk)
Böotien (griechisch Περιφερειακή Ενότητα Βοιωτίας Periferiakí Enótita Viotías) ist einer der fünf Regionalbezirke der griechischen Region Mittelgriechenland. Er deckt sich in etwa mit der historischen Landschaft Böotien.

## Geografie
Böotien grenzt im Westen an Phokis, im Süden an den korinthischen Golf, im Osten an den Kithairon und im Norden an das opuntische Lokris. Der Sund von Euböa bildete lange die natürliche Ostgrenze. Das Gebiet ist im Norden hügelig, im Süden gebirgig, dazwischen liegt ebenes Tiefland. Die wichtigsten Orte der Antike waren Theben und Haliartos, außerdem Orchomenos, Thespiai (Thespiae) und Plataiai (Platää). Heutige Hauptorte sind Theben (Thiva) und Livadia.
Böotien blieb binnenländisches Agrarland, obwohl seine Küstenlinien natürliche Häfen aufwiesen.
Historisch und archäologisch von Bedeutung sind zudem Akraiphia, Aulis, Eutresis, Gla, Leuktra, Siphai, Tanagra und Thisbe.

### Gliederung
Der Regionalbezirk Böotien umfasst die Gemeinden Aliartos-Thespies, Distomo-Arachova-Andikyra, Livadia, Orchomenos, Tanagra und Thiva.

## Geschichte
Zur Geschichte in Altertum und Mittelalter siehe Böotien.
Nach der Unabhängigkeit Griechenlands war Böotien 1833 bis 1943 Teil der Präfektur Attika-Böotien, von 1899 bis 1909 und schließlich ab 1943 eine eigenständige Präfektur, ab 1986 in der Verwaltungsregion Mittelgriechenland. 1974 wurden einige Küstengemeinden in die Präfektur Euböa ausgegliedert.
Durch die Verwaltungsreform von 2010 wurden die Kompetenzen der Präfektur an die Region Mittelgriechenland und die durch Zusammenlegung stark reduzierten Gemeinden übertragen. Als Regionalbezirk entsendet Böotien neun Abgeordnete in den mittelgriechischen Regionalrat, darüber hinaus hat es aber keine politische Bedeutung mehr.